# Bothidae
Los lenguados chuecos constituyen la familia Bothidae de peces marinos incluida en el orden Pleuronectiformes, distribuidos por aguas tropicales y templadas de los océanos Atlántico, Índico y Pacífico. Muchas especies se pescan con una cierta importancia comercial.
Aparecen por primera vez en el registro fósil en el Mioceno, durante el Terciario superior.

## Morfología
Ambos ojos en el lado izquierdo en la mayoría de las especies, margen del preopérculo libre y distinto, no presenta espinas en las aletas, la aleta dorsal comienza anterior a la posición de los ojos, estando tanto la aleta dorsal como la anal separadas de la aleta caudal.

## Hábitat y modo de vida
Son depredadores bentónicos que alimentan de pequeños invertebrados y peces que cazan al acecho mientras están ocultos pegados y camuflados sobre el fondo marino.
Tienen desove pelágico con abandono de los huevos, en los que la yema tiene un único glóbulo de aceite.

## Géneros
Existen unas 162 especies agrupadas en los siguientes 20 géneros:
- Arnoglossus (Bleeker, 1862)
- Asterorhombus (Tanaka, 1915)
- Bothus (Rafinesque, 1810)
- Chascanopsetta (Alcock, 1894)
- Crossorhombus (Regan, 1920)
- Engyophrys (Jordan y Bollman, 1890)
- Engyprosopon (Günther, 1862)
- Grammatobothus (Norman, 1926)
- Japonolaeops (Amaoka, 1969)
- Kamoharaia (Kuronuma, 1940)
- Laeops (Günther, 1880)
- Lophonectes (Günther, 1880)
- Monolene (Goode, 1880)
- Neolaeops (Amaoka, 1969)
- Parabothus (Norman, 1931)
- Perissias (Jordan and Evermann, 1898)
- Psettina (Hubbs, 1915)
- Taeniopsetta (Gilbert, 1905)
- Tosarhombus (Amaoka, 1969)
- Trichopsetta (Gill, 1889)

## Imágenes

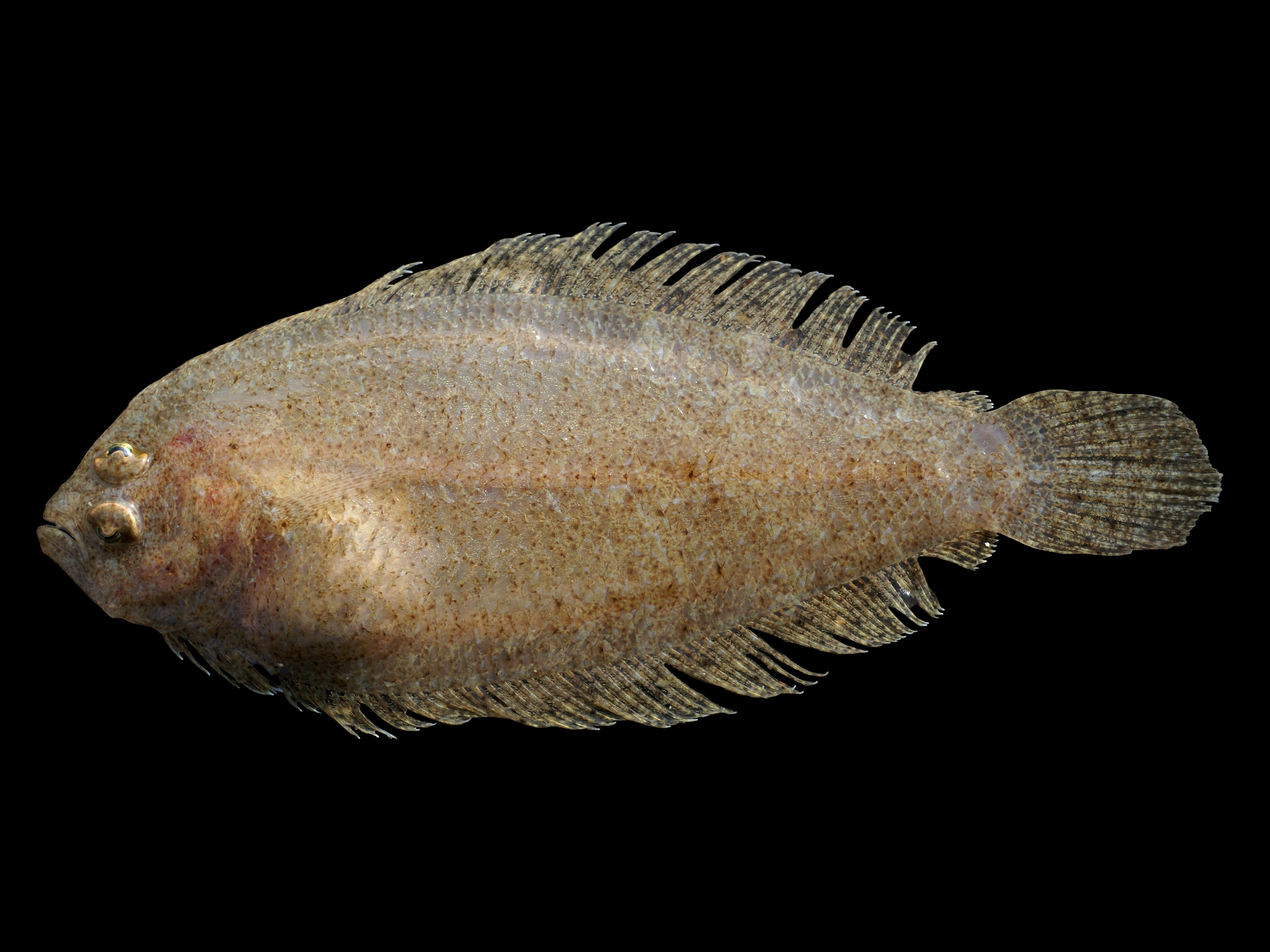
Peludilla (Arnoglossus laterna)
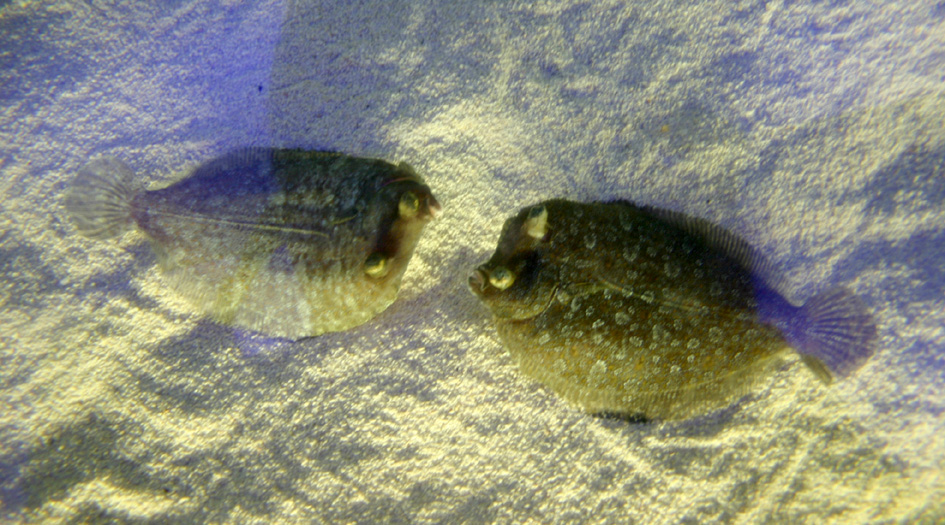
Podas (Bothus podas)
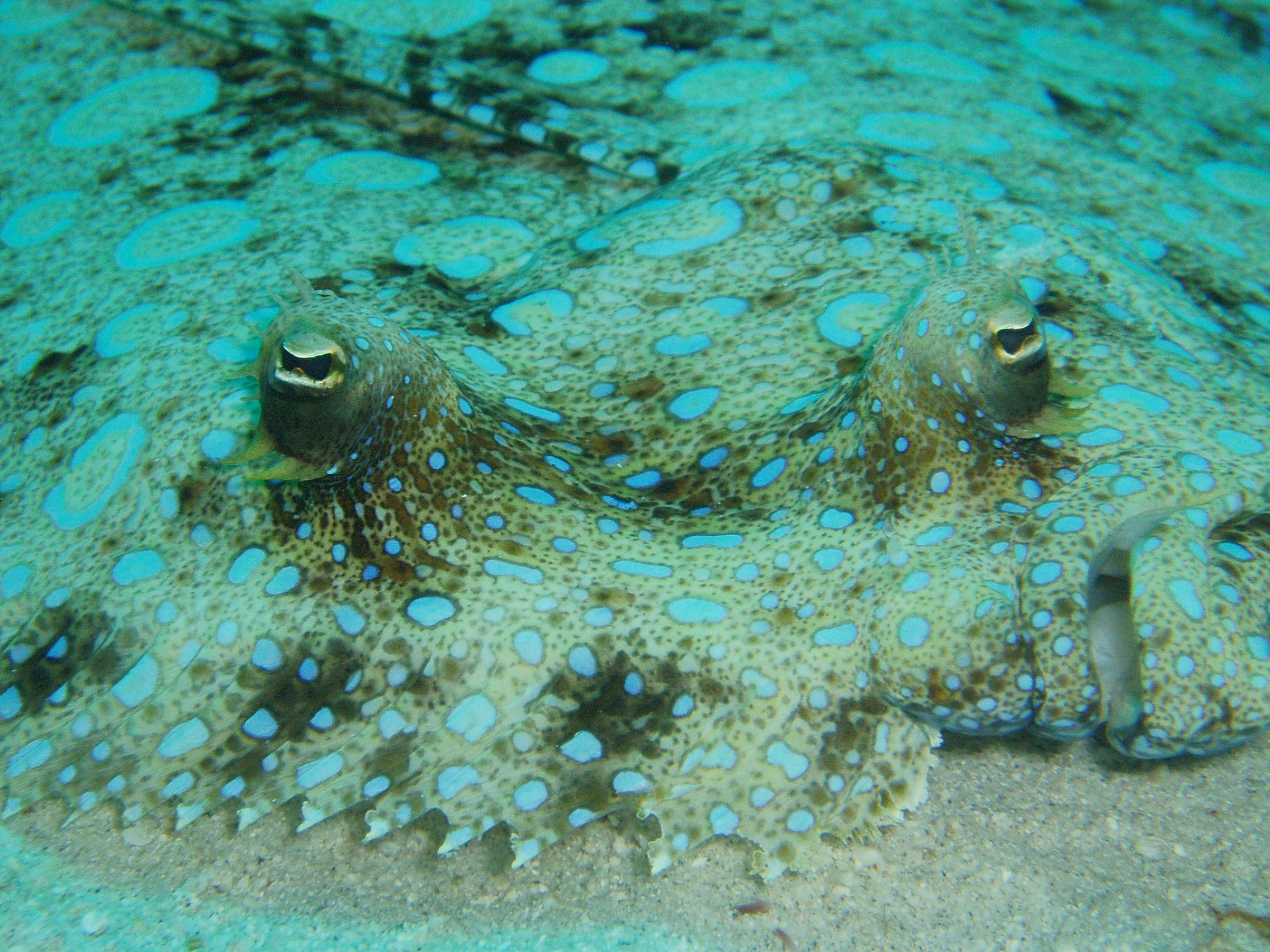
Lenguado ocelado (Bothus lunatus)
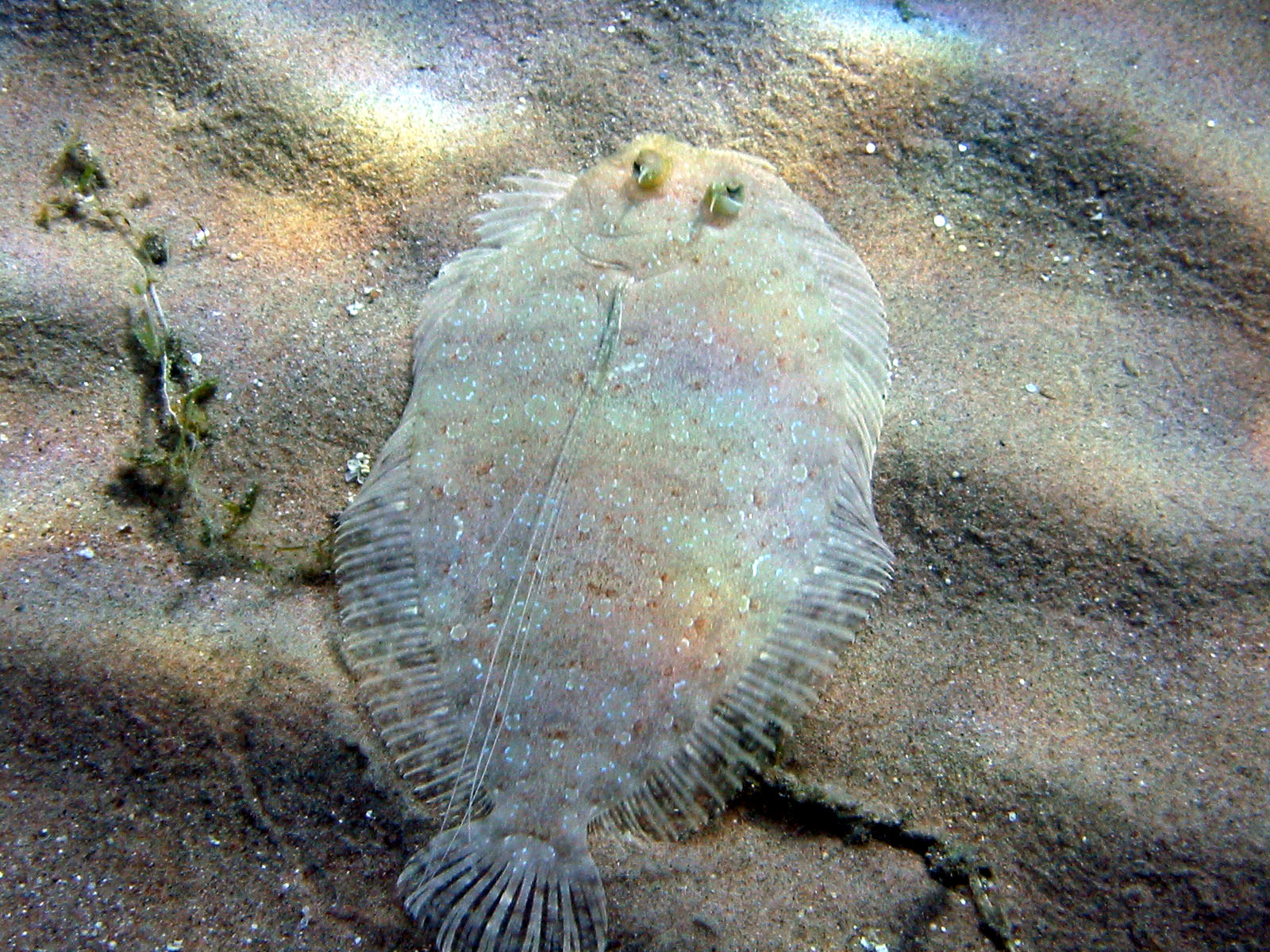
Lenguado leopardo (Bothus pantherinus)